# Азизов, Зульфикар
Зульфикар Азизов (род. 1973) — таджикистанский футболист, полузащитник.

## Биография
Зульфикар Азизов родился в 1973 году.
Играл в футбол на позиции полузащитника. В 1993—1995 годах выступал за душанбинский «Памир». В 1993 и 1994 годах завоевал серебряные медали чемпионата Таджикистана, в 1995 году — золотую.
В 1993—1994 годах провёл 6 матчей за сборную Таджикистана, мячей не забивал. Дебютировал 2 июня 1993 года в товарищеском матче в Ашхабаде против сборной Туркмении (0:6), выйдя на замену. 19 апреля 1994 года в своём последнем поединке за национальную команду в Ташкенте против Туркмении (0:2) был капитаном сборной Таджикистана.

## Достижения

### Командные
«Памир»
- Чемпион Таджикистана (1): 1995.
- Серебряный призёр чемпионата Таджикистана (2): 1993, 1994.